# Richard Flanagan
Richard Miller Flanagan (* 1961, Longford) je australský spisovatel, novinář a scenárista. Roku 2014 získal Man Bookerovu cenu za román Úzká cesta na daleký sever (The Narrow Road to the Deep North).
Střední školu opustil již v 16 letech, přesto později získal bakalářský titul na University of Tasmania (1983) a magisterský na Worcester College na Oxfordské univerzitě. Napsal čtyři knihy o historii předtím, než se obrátil k beletrii. Do ní vstoupil roku 1994 románem Death of a River Guide. Kniha zaznamenala příznivý ohlas u kritiky a získala roku 1996 Australian National Fiction Award. Roku 1997 následoval stejně oceňovaný román The Sound of One Hand Clapping pojednávající o životě slovinských imigrantů na Flanaganově rodné Tasmánii. Následoval román Gould’s Book of Fish: A Novel in Twelve Fish (2001), za který získal Commonwealth Writers Prize. Román The Unknown Terrorist (2006) popisoval nebezpečí mediální hysterie. V románu z roku 2013 The Narrow Road to the Deep North Flanagan zpracoval vzpomínky svého otce na zajetí za druhé světové války. Tentokrát prorazil již i do USA a Man Bookerova cena z něj učinila světoznámého spisovatele.
Napsal scénář k filmové verzi The Sound of One Hand Clapping a dokonce ho sám i režíroval. Film měl světovou premiéru na filmovém festivalu v Berlíně v roce 1998, kde byl nominován na Zlatého medvěda za nejlepší film. Spoluvytvořil také scénář k filmu Australia, který měl premiéru v roce 2008, a který režíroval Baz Luhrmann.
Pravidelně publikuje sloupky v The New Yorker a francouzském deníku Le Monde.